# Chant de Noël
Pour les articles homonymes, voir Chant de Noël (homonymie) et Noël (homonymie).
 (décembre 2022).
La mise en forme du texte ne suit pas les recommandations de Wikipédia : il faut le « wikifier ».
Les points d'amélioration suivants sont les cas les plus fréquents. Le détail des points à revoir est peut-être précisé sur la page de discussion.
- Les titres sont pré-formatés par le logiciel. Ils ne sont ni en capitales, ni en gras.
- Le texte ne doit pas être écrit en capitales (les noms de famille non plus), ni en gras, ni en italique, ni en « petit »…
- Le gras n'est utilisé que pour surligner le titre de l'article dans l'introduction, une seule fois.
- L'italique est rarement utilisé : mots en langue étrangère, titres d'œuvres, noms de bateaux, etc.
- Les citations ne sont pas en italique mais en corps de texte normal. Elles sont entourées par des guillemets français : « et ».
- Les listes à puces sont à éviter, des paragraphes rédigés étant largement préférés. Les tableaux sont à réserver à la présentation de données structurées (résultats, etc.).
- Les appels de note de bas de page (petits chiffres en exposant, introduits par l'outil «  Source ») sont à placer entre la fin de phrase et le point final[comme ça].
- Les liens internes (vers d'autres articles de Wikipédia) sont à choisir avec parcimonie. Créez des liens vers des articles approfondissant le sujet. Les termes génériques sans rapport avec le sujet sont à éviter, ainsi que les répétitions de liens vers un même terme.
- Les liens externes sont à placer uniquement dans une section « Liens externes », à la fin de l'article. Ces liens sont à choisir avec parcimonie suivant les règles définies. Si un lien sert de source à l'article, son insertion dans le texte est à faire par les notes de bas de page.
- La présentation des références doit suivre les conventions bibliographiques. Il est recommandé d'utiliser les modèles {{Ouvrage}}, {{Chapitre}}, {{Article}}, {{Lien web}} et/ou {{Bibliographie}}. Le mode d'édition visuel peut mettre en forme automatiquement les références.
- Insérer une infobox (cadre d'informations à droite) n'est pas obligatoire pour parachever la mise en page.

Pour une aide détaillée, merci de consulter Aide:Wikification.
Si vous pensez que ces points ont été résolus, vous pouvez retirer ce bandeau et améliorer la mise en forme d'un autre article.
 (décembre 2022).
Si vous disposez d'ouvrages ou d'articles de référence ou si vous connaissez des sites web de qualité traitant du thème abordé ici, merci de compléter l'article en donnant les références utiles à sa vérifiabilité et en les liant à la section « Notes et références ».
Un chant de Noël (également appelé simplement un noël, avec une minuscule) est un chant, chrétien ou profane, traditionnellement interprété lors de la fête de Noël. On parle aussi de chanson de Noël, notamment pour les créations contemporaines.

## Tradition
D'après la tradition catholique, les premiers chants de Noël furent chantés par les anges au-dessus de la crèche pour fêter la naissance de l’enfant Jésus. Historiquement, les premiers chants de Noël étaient des chants joyeux évoquant la Nativité, parfois même des chants rythmés ou des danses. Dès le Moyen Âge on joue des « mystères de la Nativité », forme de théâtre populaire où sont mises en scène les chapitres du Nouveau Testament relatifs à la naissance de Jésus. Ces saynètes sont accompagnées de chants spécifiques, les chants de Noël. Elles évolueront vers une forme appelée « pastorale », qui se concentre sur l'annonce faite aux bergers. Très en vogue à la Cour du roi de France au XVIIIe siècle, les pastorales sont encore populaires dans certaines régions, notamment en Provence. Dans de nombreuses paroisses catholiques, le soir de Noël ou quelques jours avant, les enfants jouent des passages de la Nativité, accompagnés par des chants de Noël. Cette tradition est appelée Carol Service dans les pays de langue anglaise. C'est par ces traditions que sont parvenus les nombreux chants mettant en scène l'annonce faite par les anges aux bergers.
Le plus ancien chant de Noël français ayant subsisté jusqu’à aujourd'hui est le cantique Entre le bœuf et l’âne gris ; il remonte au début du XVIe siècle.
Dans les pays anglo-saxons, on chante des Christmas carols, en Wallonie des heyes, en Espagne des villancicos, en Ukraine des koliadki aux portes des maisons, en Roumanie des colinde, en Pologne des kolęda, en Bulgarie des koleda, en Italie des canti Natalizi ou des pastorali, en Allemagne des Weihnachtslieder, aux Pays-Bas méridionaux du XVIIe siècle des cantiones natalitiæ.
En Europe du Nord, centrale et de l'Est, il est de tradition que des chanteurs à l'étoile aillent de maison en maison chanter des noëls, où ils sont récompensés par un peu d'argent, quelques cakes ou une boisson appropriée. L’argent collecté est normalement reversé à une œuvre de bienfaisance.
Dans les pays où elle est implantée, l’Armée du salut organise des collectes publiques sur les trottoirs à Noël, au son d'ensembles de cuivres (brass bands) jouant des noëls.
Dans les Antilles, en période de Noël, les familles et les amis se réunissent pour un chanté Nwel, réunion où l'on interprète des chants de Noël très rythmés. Ces chants ont pour l'essentiel été importés par les missionnaires d'Europe mais les rythmes, et parfois les paroles, ont été adaptés au goût local.

## Principaux chants de Noël
En France, parmi les compositeurs ou collecteurs de noëls les plus connus, on peut noter :
- Nicolas Martin (XVIe siècle)
- Nicolas Saboly (XVIIe siècle)
- Antoine Peyrol (XVIIIe siècle)
- Simon-Joseph Pellegrin (XVIIIe siècle)

### Chants chrétiens (cantiques)
- Entre le bœuf et l'âne gris
- Douce nuit, sainte nuit (Stille Nacht, heilige Nacht)
- Il est né le divin enfant
- La Marche des rois
- Les Anges dans nos campagnes
- Minuit, chrétiens
- Noël nouvelet
- Venez divin Messie
- Peuple fidèle (Adeste fideles)
- Dans une étable obscure
- C'est le jour de la Noël
- Bergers l’enfant sommeille
- Noël de la paix (Ô divin enfançon)
- Quelle est cette odeur agréable ?
- Joseph est bien marié
- Çà, bergers, assemblons-nous

### Chants profanes
Parmi ces chants, on peut distinguer les chants d'inspiration chrétienne évoquant la naissance de Jésus-Christ, et les chants sans référence à la Nativité.

#### Chants évoquant laNativité
- Bambins et Gamines ou Venez mes enfants (Ihr Kinderlein kommet)
- D’où viens-tu bergère ?
- Un flambeau, Jeannette, Isabelle.
- Noël des voisins.
- La Plus Belle Nuit du monde, paroles françaises sur l'air américain Battle hymn of the Republic (« Glory Glory Alleluia »).
- Trois anges sont venus ce soir, paroles et musique d'Augusta Holmès (1845-1903).

La Provence et le comté de Nice ont fourni quelques-uns de ces noëls :
- La cambo me fai mau (La jambe me fait mal).
- Guihaume, Tòni, Pèire (Guillaume, Antoine, Pierre), air attribué à Nicolas Saboly dont Frédéric Mistral s’est directement inspiré pour composer l’hymne provençal La Coupo Santo (La Coupe sainte)[2]
- Nouvé dòu pastre (Noël du berger) composé par Louis Genari[3]
- L'Ouferta de Calèna (L’Offrande de Noël), composition Georges Delrieu[4]
- Pastre dei mountagno (Berger des montagnes).

#### Chants traditionnels profanes
- Au royaume du bonhomme hiver (Winter Wonderland)
- Bonhomme Hiver
- Le Petit Renne au nez rouge (Rudolph the red-nosed reindeer)
- Mon beau sapin (O Tannenbaum)
- Noël blanc (White Christmas)
- Promenade en traîneau (Sleigh Ride)
- Vive le vent (Jingle Bells)
- J'ai vu Maman embrasser le Père Noël (I saw Mommy kissing Santa Claus)

#### Chansons contemporaines
- All I Want for Christmas Is You (1994), Mariah Carey
- Oh Santa! (2010), Mariah Carey
- Bons baisers de Fort-de-France (1984), La Compagnie créole
- C'est Noël (1956), Fernandel, Georges Guétary, Tino Rossi
- December Will Be Magic Again (1980), Kate Bush[5]
- Do They Know It's Christmas? (1984), Band Aid
- Driving Home for Christmas (1988), Chris Rea
- Happy Xmas (War Is Over) (1971), John Lennon
- Joyeux Noël , Barbara
- Joyeux Noël et Noël à la maison, Jean-Louis Murat
- La Fille du Père Noël, Jacques Dutronc
- Last Christmas (1984), Wham! (George Michael)
- Le Père Noël et la petite fille, Georges Brassens
- Le Père Noël noir, Renaud
- Le Petit Noël (1934), Chanson pour Noël (1953), Le Noël des enfants noirs (1956), La Plus Belle Nuit (1961), Charles Trenet
- Let It Snow! Let It Snow! Let It Snow! (1946), divers chanteurs au fil des années dont Frank Sinatra en 1950
- Lettre à papa Noël, François Hadji-Lazaro
- Medley Noël : Joe Dassin avec le groupe Il était une fois
- Medley Noël : Joe Dassin, Carlos, Dave, Jeanne Manson
- Merry Christmas Everyone (1985), Shakin' Stevens
- Mistletoe, Justin Bieber (2011)
- Mon plus beau Noël, Johnny Hallyday
- Noël à Paris, Charles Aznavour
- Noël avant terme, Pierre Perret
- Noël des enfants qui n'ont plus de maison (1916), Claude Debussy
- Noël ensemble, Ensemble contre le sida
- Noël interdit, Johnny Hallyday
- Noël que du bonheur (2005), Ilona Mitrecey
- Petit Garçon (Old Toy Trains)
- Petit Papa Noël (1946), Tino Rossi
- Sehnsucht nach Weihnachten, Wolkenblau, composé par C. Bereiter / JM Muller
- Thank God It's Christmas (1984), Queen (Freddie Mercury)
- We Need a Little Christmas (1966), composé par Jerry Herman
- Wonderful Christmas Time (Paul McCartney & The Wings)

## Traductions
Voici des titres de noëls traduits de toutes sortes (traditionnelles et modernes, religieuses et profanes). Figurent en caractères gras les titres originaux. Les « traductions » sont rarement littérales. Il existe bien sûr des traductions dans d'autres langues.
| allemand                                                                                  | anglais                                        | français                                 | latin                                                     |
| ----------------------------------------------------------------------------------------- | ---------------------------------------------- | ---------------------------------------- | --------------------------------------------------------- |
| - Stille Nacht                                                                            | - Silent night                                 | - Douce nuit, sainte nuit                |                                                           |
|                                                                                           |                                                | - Le divin enfant                        |                                                           |
| - O Tannenbaum                                                                            | - O Christmas tree                             | - Mon beau sapin - Ô mon sapin           |                                                           |
| - Ihr Kinderlein kommet                                                                   | - O come, little children                      | - Bambins et gamines - Venez mes enfants |                                                           |
| - In dulci jubilo - Nun singet und seit froh                                              | - In dulci jubilo - Good christian men rejoice | - In dulci jubilo                        | - La moitié du texte est en latin dans les deux versions. |
| - Es ist ein Ros’ entsprungen                                                             | - Lo, how a rose e’er blooming                 | - Dans une étable obscure                |                                                           |
| - O du fröhliche                                                                          | - O how joyfully                               | - Ô nuit bienveillante                   | - O Sanctissima                                           |
| - O Jesulein süß                                                                          | - O Little One Sweet                           | - Quelle paisible nuit                   |                                                           |
| - Ein kleiner weißer Schneemann                                                           | - Jingle Bells                                 | - Vive le vent                           |                                                           |
|                                                                                           | - What child is this ?                         | - Quel est l’enfant - Bébé Dieu          |                                                           |
| - Weiße Weihnacht                                                                         | - White Christmas                              | - Noël blanc                             |                                                           |
| - Rudolph das kleine Rentier                                                              | - Rudolph the red-nosed reindeer               | - Le petit renne au nez rouge            |                                                           |
| - Engel haben Himmelslieder - Engel lassen laut erschallen - Engel auf den Feldern singen | - Angels we have heard on high                 | - Les anges dans nos campagnes           | Le refrain latin est le même dans les trois versions.     |
| - Herbei, o ihr Gläubigen - Nun freut euch, ihr Christen                                  | - O come, all ye faithful                      | - Peuple fidèle                          | - Adeste Fideles                                          |

Il y existe nombre d’adaptations non officielles et méconnues, comme Sweet bells pour Süßer die Glocken nie klingen.

## Chants de Noël du monde
Parmi les liens, ceux figurant en bleu clair dirigent vers des articles en langues étrangères. À noter que certains de ces chants n'ont pas été conçus comme chant de Noël mais qu'ils sont aujourd'hui connus comme tels.

### Chansons d’origines allemande et autrichienne
| titre                                                       | traduction                                           | titre français            | auteurs et dates |
| ----------------------------------------------------------- | ---------------------------------------------------- | ------------------------- | --- |
| In dulci jubilo                                             | En une douce joie                                    |                           | - Heinrich Seuse vers 1328 |
| Nun singet und seid froh                                    | À présent chantez et soyez heureux                   |                           | - Heinrich Seuse vers 1328 - La traduction complète a été publiée en 1646.                                                                           |
| Es ist ein Ros’ entsprungen                                 | Il est germé une rose                                | Dans une étable obscure   | - impression de la partition du texte en 1599 - Michael Praetorius en 1609, seconde strophe                                                          |
| O Tannenbaum                                                | Ô sapin                                              | Mon beau sapin            | - Melchior Franck (1580-1639) - Joachim August Zarnack (1777-1827) - Ernst Anschütz (1780-1861)                                                      |
| O du fröhliche                                              | Ô joyeux, ô toi bienheureux                          | Ô le merveilleux          | - Gottfried von Herder (1744-1803), musique (1788) - Johannes Daniel Falk (1768-1826), texte (1816) - Heinrich Holzschuher (1798-1847), texte (1816) |
| Ihr Kinderlein kommet                                       | Vous petits enfants venez                            | Bambins et gamines        | - Christoph von Schmid (1768-1854) |
| Stille Nacht, heilige Nacht                                 | Silencieuse nuit, sainte nuit                        | Douce nuit, sainte nuit   | - Franz Xaver Gruber (1787-1863) |
| Alle Jahre wieder                                           | Tous les ans à nouveau                               |                           | - Johann Wilhelm Hey (1789-1854), texte (1837) - Ernst Anschütz (1780-1861), musique (1837)                                                          |
| Süßer die Glocken nie klingen                               | Plus joliment les cloches jamais ne tintent          |                           | - Friedrich Wilhelm Kritzinger (1816-1890), d’après une chanson allemande de 1808                                                                    |
| Kling, Glöckchen                                            | Sonne, clochette                                     |                           | - Karl Enslin (1819-1875), texte - Benedikt Widmann (1820-1910), musique                                                                             |
| Leise rieselt der Schnee                                    | Calmement la neige tombe                             |                           | - Eduard Ebel (1839-1905) |
| Fröhliche Weihnacht überall                                 | Joyeux Noël partout                                  |                           | - L’air est anglais et date du XIXe siècle. - Erhard Mauersberger (1903-1982), texte                                                                 |
| O Jesulein süß                                              | Ô petit Jésus mignon                                 | Quelle paisible nuit      | - Johann Sebastian Bach (1685-1750) |
| Jesus bleibt meine Freude (ou Wohl mir, daß ich Jesum habe) | Jésus reste ma joie (ou Heureusement que j'ai Jésus) | Jésus que ma joie demeure | - Johann Sebastian Bach (1685-1750) - N'est généralement connue qu'en version musicale (orgue à l'origine)                                           |

### Chansons d’origine américaine
| titre                                       | traduction                                      | version francophone         | auteurs et dates |
| ------------------------------------------- | ----------------------------------------------- | --------------------------- | --- |
| Away in a Manger                            | Loin dans une mangeoire                         | Sur la paille fraîche       | - Paroles anonymes Deux mélodies totalement différentes : - W. J. Kirkpatrick (1838-1921), arrangée par David Willcocks - Murray (ou Mueller) |
| It Came Upon the Midnight Clear             | C'est arrivé à la claire minuit                 |                             | - Edmund H. Sears (1810-1876), paroles - Richard S. Willis (1819-1900), musique (aussi donnée comme un air traditionnel anglais)              |
| Jingle Bells ou One horse open sleigh       | Sonnez, cloches ou Un cheval devant le traîneau | Vive le vent                | - James Lord Pierpont (1822-1893) |
| O Little Town of Bethlehem                  | Ô petite ville de Bethléem                      | Bethléem, toi la moindre    | - Philips Brooks (1835-1893), 1868 pour les paroles Musique, selon les sources : - Air populaire anglais du XIXe siècle - Lewis R. Redner     |
| Rudolph the Red-Nosed Reindeer              | Rudolph le renne au nez rouge                   | Le petit renne au nez rouge | - Johnny Marks (1909-1985) |
| White Christmas                             | Blanc Noël                                      | Noël blanc                  | - Irving Berlin (1888-1989), 1940 |
| I saw Mommy kissing Santa Claus             | J’ai vu Maman embrasser le père Noël            |                             | - Jimmy Boyd (né en 1939), 1952 (sic) |
| Santa Claus Is Coming to Town               | Le Père Noël arrive en ville                    | Père Noël arrive ce soir    | - John Frederick Coots et Haven Gillespie, 1934                                                                                               |
| It's Beginning to Look a Lot Like Christmas | Ça commence à ressembler beaucoup à Noël        |                             | - Meredith Willson (1902-1984), 1951 |

### Chansons d’origine britannique
| titre                         | traduction                                 | titre français              | auteurs et dates |
| ----------------------------- | ------------------------------------------ | --------------------------- | --- |
| The First Noel                | Le premier Noël                            | Le premier Noël             | - Traditionnel cornouaillais |
| God Rest Ye Merry, Gentlemen  | Que Dieu vous rende forts, messieurs       |                             | - Air populaire du XIXe siècle |
| Good king Wenceslas           | Bon roi Wenceslas                          |                             | - John Mason Neale¹ (1818-1866), 1849 |
| Hark, the herald angels sing! | Écoutez, les anges annonciateurs chantent! | Écoutez, le chant des anges | - Charles Wesley (1707-1788), 1739 (paroles et musique originale) - Mendelssohn, 1840 pour la mélodie la plus connue aujourd'hui          |
| Joy to the World              | Joie pour le monde                         | Joie dans le monde          | - Paroles du psaume 98 adaptées par Isaac Watts (1674-1748) - Mélodie parue en 1833 sous le nom de Antioch adaptée d'une œuvre de Haendel |
| We Wish You a Merry Christmas | Nous vous souhaitons un joyeux Noël        | Je te dis Joyeux Noël       | - Popularisé par Arthur Warrell (1883-1939) en 1935                                                                                       |
| What child is this ?          | Quel est cet enfant ?                      | Quel est l’enfant ?         | - L’air est celui de Greensleeves (XVIe siècle). - William Chatterton Dix (1837-1898), 1865                                               |

¹ John Mason Neale : Il a également écrit Good christian men rejoice (Bons chrétiens réjouissez-vous), version uniquement en anglais de In dulci jubilo, paroles différentes de la version latine.

### Chansons d’origine française
| titre                        | auteurs et dates | titres étrangers |
| ---------------------------- | --- | --- |
| Entre le bœuf et l'âne gris  | - début du XVIe siècle | - finnois : Heinillä härkien kaukalon - suédois : Fridfullt i drömmar                                                     |
| Les Anges dans nos campagnes | - Publié par Louis Lambillotte en 1842                                                                                                 | - allemand : Engel haben Himmelslieder - allemand : Engel lassen laut erschallen - anglais : Angels we have heard on high |
| Il est né le divin enfant    | - La mélodie dérive d’un air de chasse du XVIIe siècle. - XIXe siècle (texte)                                                          | |
| Minuit, chrétiens            | - Paroles : Placide Cappeau (1843) - Musique : Adolphe Adam (1847)                                                                     | - anglais : O Holy Night                                                                                                  |
| Venez divin Messie           | | |
| Hymne à la nuit ou La nuit   | - Joseph Noyon (1888-1962), musique, sur un thème d’opéra de Jean-Philippe Rameau, créé en 1733 - Édouard Sciortino (1893-1979), texte | |
| La Marche des rois           | - Paroles : Joseph Domergue (XVIIIe siècle) - L'air apparaît dans l'Arlésienne de Georges Bizet                                        | |
| Petit Papa Noël              | - Paroles : Raymond Vincy (1946) - Musique : Henri Martinet (1946)                                                                     | |
| C'est Noël                   | - Paroles : Jean Manse (1956) - Musique : Henri Betti (1956)                                                                           | |

### Chansons d’origine latine
| titre          | traduction    | titre français | auteurs et dates                         |
| -------------- | ------------- | -------------- | ---------------------------------------- |
| Adeste Fideles | Venez fidèles | Peuple fidèle  | - John Francis Wade (1711-1786, Anglais) |